# Alsodes valdiviensis
Espèce
Statut de conservation UICN

 EN  : En danger
Alsodes valdiviensis est une espèce d'amphibiens de la famille des Alsodidae.

## Répartition
Cette espèce est endémique de la province de Valdivia dans la région des Fleuves au Chili. Elle se rencontre sur le Cerro Mirador a une altitude de 1 100 m dans la Cordillère Pelada.

## Description
Alsodes valdiviensis mesure de 39 à 64 mm. Son dos est gris et sa face ventrale blanchâtre. Une tache triangulaire jaunâtre est présente sur sa tête.

## Étymologie
Son nom d'espèce, composé de valdivi[a] et du suffixe latin -ensis, « qui vit dans, qui habite », lui a été donné en référence au lieu de sa découverte.

## Publication originale
- Formas, Cuevas & Brieva, 2002 : A new species of Alsodes (Anura: Leptodactylidae) from Cerro Mirador, Cordillera Pelada, southern Chile. Proceedings of the Biological Society of Washington, vol. 115, no 4, p. 708-719 (texte intégral).